# Salvo Vinci
Salvo Vinci (Lentini, 14 ottobre 1983) è un cantautore italiano.

## Biografia
Inizia gli studi di canto e recitazione dall’età di 8 anni, mettendo in luce una sensibilità naturale per il canto. Appena finiti gli studi è fra gli allievi della Musical Theatre Academy di Roma dove comincia il suo percorso professionale diventando il protagonista del musical inedito Say Way di Marco Bellucci vincendo il premio come miglior voce al teatro Sala 1 di Roma. All’età di 19 anni approda al programma televisivo Amici di Maria De Filippi, anno 2004, al quale parteciperà fino alle fasi conclusive. Inizia la sua carriera come cantante incidendo con il gruppo di Amici due dischi Amici festa e Amici 2004.
Conclusa l'esperienza televisiva in Amici entra nel 2005 nel cast dello spettacolo Footloose prodotto dalla Fascino PGT con la regia associata di Christopher Malcolm e Patrick Rossi Gastaldi.
Nel 2008 ottiene un ruolo fra i protagonisti del primo spettacolo targato Disney in Italia High School Musical - Lo spettacolo prodotto dalla Compagnia della Rancia con la regia di Saverio Marconi.
Nel 2010 viene scelto come protagonista da Brian May e Roger Taylor in persona nella versione italiana dello spettacolo dei Queen We Will Rock You prodotto da Barley Arts, incidendo nel 2010 il disco della colonna sonora dello spettacolo in presa Live.
Ad inizio 2011 entra a far parte del cast di 80 voglia di 80, prodotto dal Nido del Cuculo, regia di Fabrizio Angelini con Paolo Ruffini. Nello stesso anno è co-protagonista nel musical Pirates, prodotto dalla Sold Out, insieme a Luisa Corna. Nel finire del 2011 ottiene un ruolo da co-protagonista nella fiction Non Smettere di Sognare, trasmesso su Canale 5, nella quale interpreta un cantante, Tony Salerno.
Nel 2012, si riapre per Vinci un nuovo periodo canoro, dove con Raccontare in musica, comincia a muovere i primi passi nel mondo della discografia insieme al produttore Davide Perra. Scrive il suo singolo d'esordio Io Non Ho Paura.
Nel 2014 viene scelto come protagonista del musical Il Sogno di Colombo, prodotto da Oltre Spettacoli, con la regia di Chiara Valli.
Nel 2015 l'incontro con l'etichetta discografica La Fiumara gli permette di realizzare insieme agli eredi dell'artista Mino Reitano una cover di Sogno, scritta in un primo momento da Mino e Mike Bongiorno, che reinterpreta dedicandola al mondo dei migranti.
Nel 2017 è co-protagonista nel ruolo di Govinda nel musical Siddharta, prodotto da Grace Alanis, con regia di Daniele Cauduro.

## Discografia
| Nome                   | Album                | Anno | Etichetta          |
| ---------------------- | -------------------- | ---- | ------------------ |
| La Scuola della Musica | Amici Festa          | 2003 |                    |
| Il Fan                 | Amici Festa          | 2003 |                    |
| Pensiero               | Amici 2004           | 2004 |                    |
| Vivo per Lei           | Amici 2004           | 2004 |                    |
| Io Camminerò           | Amici 2004           | 2004 |                    |
| We Will Rock You       | Original Sound Track | 2010 | Barley Arts        |
| Una Favola Per Te      | Original Sound Track | 2011 | RTI                |
| Io Non Ho Paura        | Singolo Inedito      | 2012 | Fuoriluogo Records |
| Il Resto Di Te         | Singolo Inedito      | 2012 | Fuoriluogo Records |
| Sogno                  | Singolo Cover        | 2015 | La Fiumara         |
| Up'n'Down              | Singolo Cover        | 2017 | Fuoriluogo Records |

## Attore
| Nome dello Spettacolo   | Canale      | Anno      | Ruolo                          | Produzione             | Regia                                    | Con                              |
| ----------------------- | ----------- | --------- | ------------------------------ | ---------------------- | ---------------------------------------- | -------------------------------- |
| Amici                   | Televisione | 2003-2004 | Cantante                       | Fascino PGT            | P. Pietrangeli                           | Maria De Filippi                 |
| Footloose               | Teatro      | 2004-2005 | Lile                           | Fascino PGT            | Christopher Malcom Patrik Rossi Gastaldi |                                  |
| High School Musical     | Teatro      | 2007-2008 | Chad Danforth                  | Compagnia della Rancia | Saverio Marconi                          | J. Sarno D. Faro                 |
| We Will Rock You        | Teatro      | 2009-2010 | Galileo                        | Barley Arts            | Maurizio Colombi                         | Brian May Roger Taylor           |
| 80 Voglia di 80         | Teatro      | 2011      | Prof. Cudduruni                | Nido del Cuculo        | Fabrizio Angelini                        | Paolo Ruffini                    |
| Non Smettere di Sognare | Televisione | 2011      | Tony Salerno                   | Mediaset               | Roberto Burchielli                       | G. De Sio R. Farnesi K. Sonders  |
| Pirates                 | Teatro      | 2011      | Capitano                       | Sold Out               | Maurizio Colombi                         | Luisa Corna                      |
| Il Sogno di Colombo     | Teatro      | 2014      | Francisco De Bobadilla Vincént | Produzione Oltre       | Chiara Valli                             | Stefano Simmaco e Isabella Valli |
| Siddartha               | Teatro      | 2017      | Govinda                        | Grace Alanis           | Daniele Cauduro                          |                                  |